# Zașleahom, Zbaraj
Zașleahom (în ucraineană Зашляхом) este un sat în comuna Rakoveț din raionul Zbaraj, regiunea Ternopil, Ucraina.

## Demografie
Componența lingvistică a localității Zașleahom
     Ucraineană (100%)
Conform recensământului din 2001, toată populația localității Zașleahom era vorbitoare de ucraineană (100%).